# Brechin City
Brechin City (offiziell: Brechin City Football Club) ist ein schottischer Fußballverein aus Brechin. Der Verein spielt in der Highland Football League, der fünften Spielklasse im schottischen Fußball.
Weil längs einer Seite des Stadions Glebe Park eine Hecke (englisch Hedge) verläuft, wird die Mannschaft auch The Hedgemen genannt.

Jubiläums-Logo

2006 feierte City sein 100-jähriges Bestehen mit einem Freundschaftsspiel gegen den englischen Zweitligisten Ipswich Town.
Der im Jahr 2009 verstorbene David Will, der ab 1990 einer der Vize-Präsidenten der FIFA war, war einst Präsident bei City.

## Erfolge
- Second Division:  Meister 1982/83, 1989/90, 2004/05
- Third Division:  Meister 2001/02

## Trainer
- Michael O’Neill (2006–2008)